# پروکسیما میدنایت
پروکسیما میدنایت (به انگلیسی: Proxima Midnight) یک شخصیت خیالی ابرشرور در کتاب‌های کامیک آمریکایی منتشر شده توسط مارول کامیکس است. این شخصیت توسط نویسنده جاناتان هیکمن و طراح مایک دئوداتو خلق شده‌است، که برای اولین بار حضوری تک‌جلوه در شمارهٔ ۸ از مجموعه کمیک انتقام‌جویان جدید (سپتامبر ۲۰۱۳) داشت. حضور کامل او یک ماه بعد در مجموعه اینفینیتی (اکتبر ۲۰۱۳) بود. او یکی از اعضای برجسته گروه فرقه سیاه به‌شمار می‌رود، تیمی متشکل از بیگانه‌هایی که برای شخصیت بد ذات تانوس کار می‌کنند. پروکسیما میدنایت به عنوان بزرگترین جنگجوی ارتش تانوس محسوب می‌شود که دارای قدرت فیزیکی بالا و توانایی‌های ابرانسانی است. او همچنین همسر یکی دیگر از ستوان‌های فرقه سیاه، به نام کوروس گلیو ظالم محسوب می‌شود.
پروکسیما میدنایت به عنوان یکی از فرزندان تانوس در فیلم سینمایی انتقام‌جویان: جنگ ابدیت (۲۰۱۸)، با هنرنمایی کری کون حضور داشت.

## توانایی‌ها و قدرت‌ها
پروکسیما میدنایت تقریباً آسیب‌ناپذیر است و از قدرت، سرعت، استقامت و پایداری ابرانسانی برخوردار می‌باشد. او همچنین رزمی‌کاری حرفه‌ای به‌شمار می‌رود و دارای نیزه‌ای است که از برخورد ستاره‌ها در تکینگی کوانتوم توسط شخص تانوس ساخته شده‌است. این نیزه در هنگام پرتاب تبدیل به سه نور سیاه دنبال کننده می‌شود که هرگز خطا نمی‌روند. این پرتو نور دارای قدرت ستارگان و ابرنواخترها است و اثر کشنده‌ای بر اکثر موجودات زنده دارد. اثر این نیزه حتی قادر است شخصیت هالک را در وضعیت غضبناکش به بند کشیده و به حالت اولیه خود (بروس بنر) بازگرداند.